# A-10に関連する作品の一覧

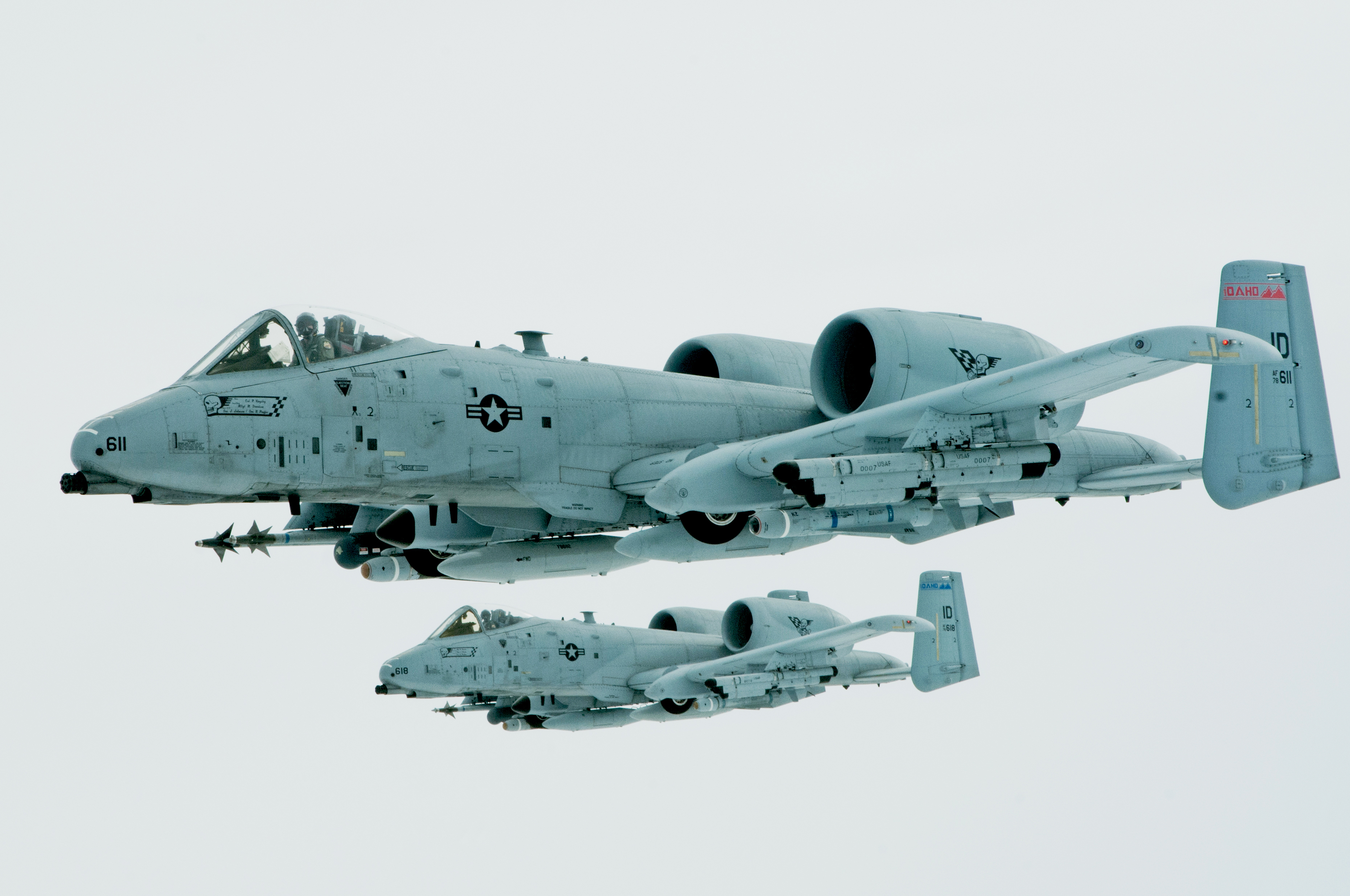
A-10 サンダーボルトII

A-10に関する作品の一覧（A-10にかんれんするさくひんのいちらん）は、アメリカ合衆国のフェアチャイルド社が開発した攻撃機、A-10 サンダーボルトIIに関連する作品の一覧である。

## 映画・テレビドラマ

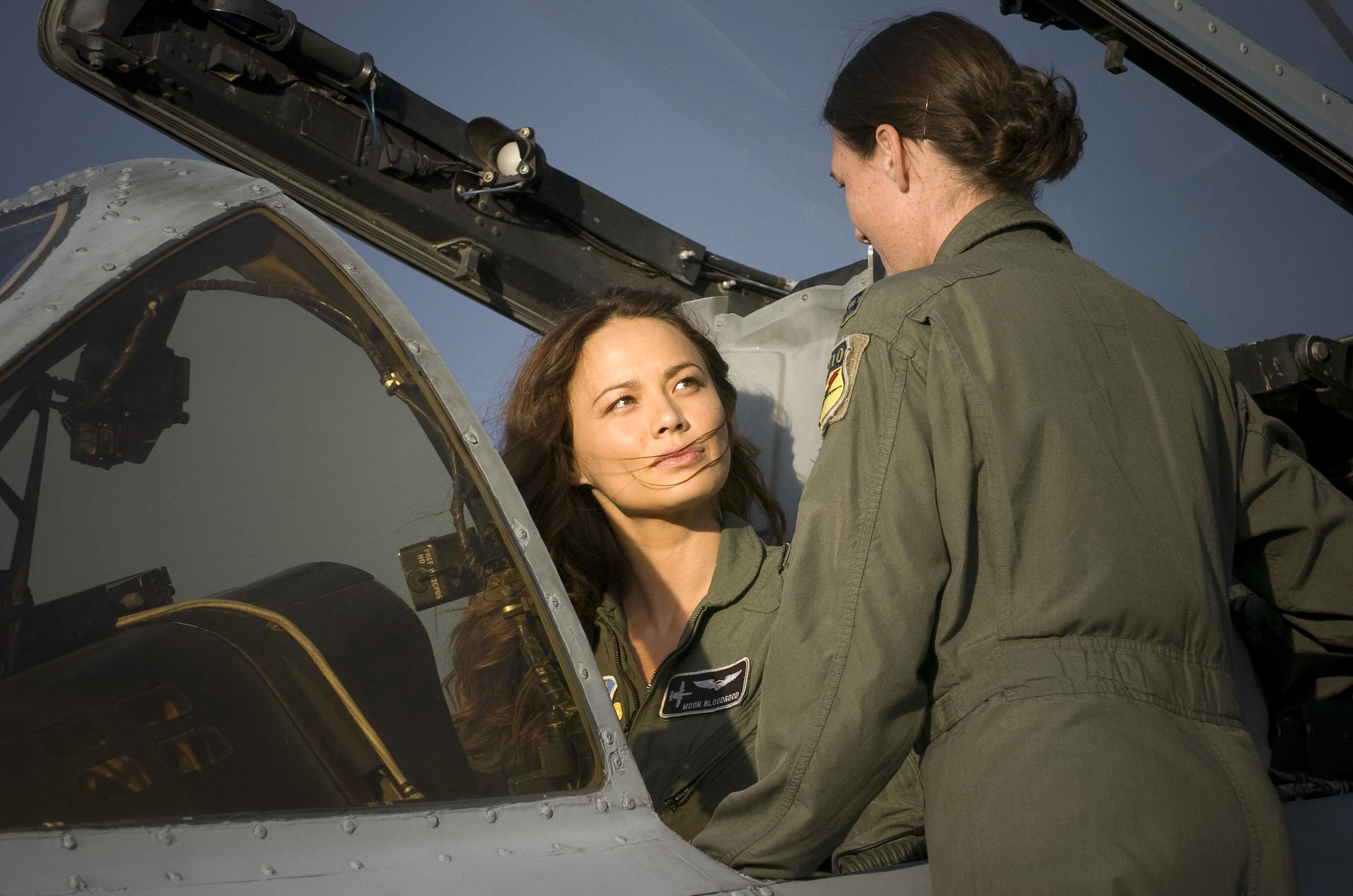
『ターミネーター4』でのワンカット。ムーン・ブラッドグッドがA-10の操縦についてレクチャーを受けている様子

『096 | SCP Short Film』
コールサインを「ホグ1」とする機体が登場。「財団」の指揮下で作戦行動を行っており、アメリカ国内を移動するSCP-096に対してGAU-8 アヴェンジャーおよびAGM-65 マーベリックによる攻撃を行うが、効果はなく基地に帰投する。
なお、原作である共同創作サイト『SCP財団』の記事「事案096-1-A」には、A-10は登場しない。
『アーミー・オブ・ザ・デッド』
序盤に多数登場。ゾンビの大発生したラスベガス上空を飛行しており、ヘルファイア対地ミサイルやGAU-8でラスベガスごとゾンビを空爆する。この際、パリス・ラスベガスのラスベガス・エッフェル塔をGAU-8で倒壊させてしまう。
『アイアン・スカイ』
地球を襲う「月面ナチス」のUFO型宇宙船に対して、F-22とともにニューヨーク上空で空中戦を挑む。
『宇宙戦争』
丘での戦闘の際にトライポッドを攻撃するべく、F-22やF-16とともに飛来する。
『ゴジラVSメガロ』
航空自衛隊機として登場。特殊弾の効果で熱核エネルギーを抑制されたゴジラの進攻を制限すべく、渋谷付近で攻撃を加える。
『ジェネレーション・キル』
アメリカ海兵隊第1偵察大隊から見たイラク侵攻を描いた作品。作中の随所にて、アメリカ空軍のA-10が航空支援を行うために登場する。通信無し未確認のA-10が上空を通り過ぎた際、主人公達に「（空軍は）誤爆するぞ」と言われる。
『スーサイド・スクワッド』
ミッドウェイ・シティ市街地に墜落している。
『世界侵略: ロサンゼルス決戦』
ロサンゼルス上空からエイリアンの侵略軍に対し爆撃を行う様子が確認でき、後にB-52 ストラトフォートレス戦略爆撃機とともに大規模な爆撃を行う予定だったが、その前に前線基地が攻撃を受け破壊されてしまう。
『戦火の勇気』
墜落したUH-60 ブラックホークの乗員たちを救出するUH-1H医療ヘリを支援するために飛来する。医療ヘリの乗員が全員脱出したとの報告を受け、戦闘区域にナパーム弾を投下する。
『ターミネーター4』
人類抵抗軍の兵器として登場。中盤の戦闘では、2機がハンターキラーと空中戦を繰り広げ1機を撃墜するも、最終的に両機とも反撃を受け撃墜されてしまう。終盤の基地において多数駐機していることやヘリコプター以外の航空戦力が本機以外無いことから、純粋な攻撃機としてではなく、単に人類抵抗軍の主力戦闘機として使用されている模様。
『トランスフォーマー』シリーズ
『トランスフォーマー』
カタールにてスコルポノックに襲撃されるレノックス大尉らを掩護するために出撃。GAU-8やAGM-65による攻撃で、スコルポノックにダメージを与えた後、AC-130Hに攻撃を引き継いでいる。
『トランスフォーマー/リベンジ』
終盤、ギザの三大ピラミッド付近における対ディセプティコン戦「ファイアーストーム作戦」にて、B-1やF-16と共に爆撃を行う。
『バイオハザード ダムネーション』
アメリカ軍の攻撃機として登場。タイラントを1発で倒すという活躍ぶりを見せる。
『マン・オブ・スティール』
スーパーマンを含むクリプトン星人たちを攻撃するために出撃し、AGM-65とGAU-8で攻撃するが、反撃を受けて全機撃墜されてしまう。
『ランペイジ 巨獣大乱闘』
「ウォートホッグ1」というコールサインの機体が登場。シカゴの市街地に侵入した3体の巨獣をGAU-8で攻撃するが、低空飛行中にコックピット付近をリジーに噛み砕かれ、撃墜される。
『ワールド・ウォーZ』
序盤にのみ登場。
『SEAL Team/シール・チーム』
　ブラボーチームがマリ共和国にて遺体の収容任務中に敵に囲まれ要請。要請された機体は攻撃ヘリと共に作戦空域に侵入し、GAU-8とAGM-65を二度の侵入で掃射・発射し、「よい一日を」と残し任務を終え帰還した。

## アニメ・漫画
『エリア88』
グレッグ・ゲイツが使用。作品中1話だけだが、ケン・シュニッツも乗り、グレッグ機とペア飛行を行っている。この機体はNATO配備予定のものを、兵器業者が「ちょろまかした」という設定であり、GAU-8は口径40mmの架空のガトリング砲に換装されている。
カプコン製シューティングゲームではショットの幅は狭いものの、対空用と対地用のショットが同時に発射される。
『OBSOLETE』
EP8に登場。異星人のもたらした汎用ロボット「エグゾフレーム」に対する既存兵器の検証試験として、エリア51にてエグゾフレームを使った標的にGAU-8による機関砲掃射とAGM-65による爆撃を行なった。
『学園黙示録 HIGHSCHOOL OF THE DEAD』
作中のニュース映像内に登場。「奴ら（ゾンビ）」を上空から爆弾で空爆する。
『なるたる』
単行本第4巻に航空自衛隊第21飛行隊所属機として登場。「オリオン」というコールサインで呼ばれている。東富士演習場付近の「竜の子」捕獲を目的とした陸上自衛隊の戦闘に介入するが、竜の子ハイヌウェレによって全機撃墜される。
なお、現実の航空自衛隊では配備されていないが、設定として「対日輸出赤字が拡大しつつあった米国の極めて政治的な理由で余剰機が「輸出」される事になった。日本が導入したのは1飛行隊分として26機が導入され、内2機が飛行開発実験団に配属されている。また、導入の際に陸上自衛隊が運用を強力に望んだという笑えない噂もとんだ」との事である。
『ノブナガン』
単行本第4巻に超国家機関「DOGOO」の特殊装備として登場。GAU-8は取り外されており、代わりにガンルームに「搭載」した主人公のAUウェポン「ノブナガン」を攻撃に使用している。セーラム基地より出撃し、アメリカ西海岸への上陸を目論む「進化侵略体」の大群を掃討する。
『デザート・ストーム/ワン・アワ－』
墜落したAH-64(コールサイン「ジェリー・アロウ・ワン」)のSARチームとしてOH-6、V-22、AC-130と共に登場。うち隊長機は「スカイキッド01」というコールサインで呼ばれる。
『アフリカン・スピア/ワン・アワ－』
ソマリア・エチオピア国境付近の哨戒任務に上記と同じ「スカイキッド01」が登場。
『勇気爆発バーンブレイバーン』
第2話に登場。アパッチとともに数少ない航空戦力として出撃するもスペルビアとソルダートテラーに1機を残し撃墜される。

## 小説
『A-10奪還チーム 出動せよ』
テストも兼ねて西ドイツ上空で演習中、東ドイツ軍に撃墜されたNATO軍の「A-10F」（架空の実験用のプロトタイプモデル）に搭載されていた機密の新型装備「ジーザス・ボックス」（パイロットの脳波を読み取り、要求された操作を代わって行う電子孫の手）を巡って、西ベルリン駐留アメリカ軍の防諜部隊"奪還チーム"がソ連軍と争奪戦を繰り広げる。
『ARIEL』
単行本第2巻に国立科学研究所（SCEBAI）実験航空団所属機として登場。陸上自衛隊によるSCEBAI攻撃を受けて上空待機を行う。
『GODZILLA 怪獣黙示録』
アメリカ軍機として登場。2031年のコロラドスプリングス総力戦に投入され、ゴジラをアヴェンジャー30mm機関砲で攻撃するが効果は無かった。続編の「プロジェクト・メカゴジラ」では地球連合軍の発足前後に退役したらしく、前線の兵士に退役を惜しまれている。
『あいつらの悲歌』
ワイオミング州空軍八一攻撃大隊所属機として、架空の派生型「A10NAW」が登場。ワイオミング平原で大発生した「キスイゴケ」の群落を駆除すべく、ナパーム弾と焼夷カードによる攻撃を行う。
『真夜中のデッド・リミット』
正体不明のテロリストに乗っ取られた核ミサイル基地に対して近接航空支援を行う。
『要塞シリーズ』
第一作の「ニセコ要塞1986」及び第二作の「十和田要塞1991」にて、IBM空軍機として登場。スミノフ機甲部隊に対して近接航空支援を行う。

## ゲーム
『A-10 Attack!』・『A-10 Cuba!』
A-10を忠実に再現したフライトシミュレータ。
『ARMA 2』
プレイヤーが操作可能。レーザー誘導爆弾やAGM-65 マーベリックなどを装備。
『F/A』
プレイヤーが操作可能。対空用ショットは2連オート、対地用にガトリング砲を装備。攻撃の幅は狭く、当たり判定は機体の中で一番大きいため扱いにくい。
『Lock On: Modern Air Combat』
各種現代ジェット戦闘機・攻撃機が登場するコンバットフライトシミュレーション。A-10Aを操縦して対地攻撃を行うことができる。A-10Aの飛行特性・コックピットと兵装の操作が発売時点のソフトウェアレベルで再現されている。
『Digital Combat Simulator』
『Lock On: Modern Air Combat』の続編にあたる最新のコンバットフライトシミュレーション。
有料機体アドオン・モジュール「DCS: A-10C Warthog」または更なるアップグレードを受けた「DCS:A-10CⅡ Tank Killer」の追加導入により、本機を操縦して対地攻撃を行うことができる。A-10Cの飛行特性・コックピットと兵装の操作を忠実に再現したフライトシミュレータ。
また、別の有料機体アドオンパック「DCS: Flaming Cliffs 3」の追加導入により、コックピット装備や運用可能兵装の異なるA-10Aの操縦も可能となる。ただし、「DCS: A-10C Warthog」と比べシミュレータの忠実度は低い。
どちらのアドオンも導入していない状態では、A-10AおよびCがAI専用機体として登場し、プレイヤーの友軍機あるいは敵軍機として戦闘に参加可能。
『MASSIVE ACTION GAME』
襲撃・制圧戦のベイラー側の航空支援として小隊長の要請に応じて飛来し、30mm ガトリング砲による機銃掃射を3回行う。
『Modern Warships』
プレイヤーが操作可能な艦載機として登場。対艦攻撃を行う。
『Operation Flashpoint: Cold War Crisis』
アメリカ軍陣営で使用可能な攻撃機として登場する。
『Silent Thunder: A-10 Tank Killer II』
SIERRA社製。日本語版はサイレントサンダーコロンビアミッションとなっている。
『Wargame Red Dragon』
NATO陣営のアメリカ軍デッキで使用可能な航空機としてA型が登場する。
『WarRock』
一部のマップで登場。30mm ガトリング砲に加え、無誘導爆弾を投下できる。
『War Thunder』
アメリカのランクVIIに実装されている攻撃機。プレミアム機と通常機の2つを使用可能。
『World in Conflict』
アメリカ軍の兵器として登場。対戦車攻撃支援要請を出した時のみ出現。30mm ガトリング砲を連射して目標地域を掃討する。
『エースコンバットシリーズ』
複数の作品で自機として使用可能。
低速（シリーズのいくつかは実機と異なり、最高速度が1,000km/h以上、旋回・上昇時には1,330-1,700km/h以上になるときもある）だが、強力な対地攻撃能力、および高い防御力を持つ機体として設定されている。ゲームシステム上、武装は機銃・通常ミサイル（AIM-9 サイドワインダー）に加えて燃料気化爆弾や対地ミサイルといった特殊兵装1種に限られ、実物と同じ量の兵器搭載はできないが、対空戦闘をこなすこともできる。
作品によって違いはあるが、機関砲の威力が他の戦闘機や攻撃機よりも高く所持弾数が多い、速度性能や加速性能・対空性能が低いが、防御性能や対地性能に優れており、低速時でも失速しにくいといった特徴がみられる。『5』ではA-10Aに加えてYA-10Bが登場し、『7』では改良型のA-10Cが登場する。
『エアフォースデルタシリーズ』
複数の作品で自機として使用可能。
『エナジーエアフォースシリーズ』
『エナジーエアフォース aimStrike!』
『エナジーエアフォース Over G』
上記の作品で自機として使用可能。『Over G』では在来型とOA-10の両者が利用可能。OA-10の機首にはホッグマウスがある。
『凱歌の号砲 エアランドフォース』
日本を占拠したアメリカ陸・空軍の攻撃機として登場。プレイヤーも購入して使用できる。
『グランド・セフト・オートV』
本機とYA-9をモデルにした機体が「B-11 ストライクフォース」の名称で登場。
『コール オブ デューティシリーズ』
『CoD:MW3』
主人公の部隊を掩護するため、パリとベルリン、シベリアに出撃する。パリではAC-130とともに支援機として登場。コールサインは、パリとシベリアでは「オーディン6」、ベルリンでは「ヴァルキリー2」。
終盤、AC-130が補給のために戦線を離脱した際、エッフェル塔付近で孤立していた主人公らに接近する敵装甲部隊をJDAMとAGM-114 ヘルファイアで爆撃し、壊滅させる。しかしその影響でエッフェル塔は倒れてしまった。
『CoD:BO2』
マルチプレイのキルストリークの1つとして登場。名前は「サンダーボルト」ではなく「ウォートホッグ」の名称になっている。要請すると一定時間旋回しながらガトリング砲と空対地ミサイルで地上を攻撃する。
『CoD:G』
遠隔操作可能な無人機としてストーリー序盤での連邦軍の上陸作戦や南米の連邦軍基地に侵攻する際に対地支援として登場し、一部シーンでは操作可能。マルチプレイのポイントストリークの1つとして登場するが対空任務のみで登場し、対地攻撃はしない。
『CoD:AW』
キャンペーンとマルチにVTOL能力の付与とステルス性を考慮して機体各所を角ばらせた架空の発展型が登場。キャンペーンでは空母に数機が搭載されている。
『CoD:MWII』
キャンペーンの序盤のミッション､始末もしくは確保にてフレアを放出しながら主人公らの上空を飛行する。マルチではキルストリークとして登場。近接航空支援を行う。

『サイドワインダーシリーズ』
複数の作品で自機として使用可能。
『大戦略シリーズ』
多くのシリーズで、アメリカ陸空軍タイプの生産型でプレイすると使用可能。バージョンによっては爆弾搭載量の多さ、機関砲の大威力もゲーム内パラメータとして再現されている。
『トムクランシーズ H.A.W.X.』
条件を満たすと使用可能。
『バトルフィールドシリーズ』
『BF2』
USMCの攻撃機として運用可能。通常の戦闘機よりも大幅に運動性能が落ちている。
『BFBC2』
シングルプレイでは敵地爆撃の際に、マルチプレイではデモムービーにて登場するが、プレイヤーは使用できない。
『BF3』
米海兵隊の攻撃機として登場。
『BF4』
米軍の攻撃機として登場。

『マーセナリーズ』
国連軍の攻撃機として登場する。空爆要請「タンクバスター」「クラスターボム」を行うことで上空より飛来し、敵地上兵器を破壊してくれる。
『CRYSIS2』                                                                                                                                                                                　　　　　　　　　　　　　　　　　　　　　　 
オープニングでビルに対し爆撃を行う。また、終盤主人公の誘導の元２機のA-10がエイリアンのガンシップを撃墜する。

## 模型
組み立てが必要なものや完成品はイタレリやドラゴンモデルズ、トランペッター、モノグラムと言った複数の模型メーカーから発売されており入手は容易であるが、ファンブレード周りの部品が一体化されていることが多く、細部の塗装が難しい。

## 実機資料
『世界の名機シリーズ A-10サンダ-ボルトII』
イカロス出版、2011年。ISBN 978-4-86320-508-6。
機体性能や搭載兵装を豊富な写真を交えて総合的に解説したムック。